# 若林貴世志
若林 貴世志（わかばやし きよし、1942年（昭和17年）10月3日 - 2016年（平成28年）3月31日）は、日本の実業家。TBS（現・TBSホールディングス）副社長、プロ野球球団・横浜ベイスターズ（現・横浜DeNAベイスターズ）オーナーなどを務めた。

## 来歴・人物
東京都出身。成蹊小学校、成蹊中学校・高等学校を経て、成蹊大学政治経済学部を卒業後、1967年にTBSに入社した。同期に、小川邦雄、小口勝彦、久米宏、宮内鎮雄、林美雄、青木靖雄、石森勝之、河野通太郎、米沢光規がいる。
アナウンサー出身ではなかったものの、2001年5月から2か月間、アナウンス部長を務め、テレビ営業局長、常務取締役、取締役副社長（以上は東京放送時代の役職）、TBSHD取締役相談役などを歴任した。
2004年秋には、一場事件で引責辞任した砂原幸雄の後任として、横浜ベイスターズのオーナーに就任し、DeNAへ球団売却した2011年のシーズンオフを以て退いた。後任には当時DeNA社長であった春田真が就任している。
2016年3月31日、食道癌多発肝転移のため東京都内の病院で死去した。73歳没。
長男は、脚本家の一雫ライオン。

### 過去の役職
- サントリー音楽財団評議員